# Station Cusset
Station Cusset is een spoorwegstation in de Franse gemeente Cusset. Het station is gesloten.